# Kaple Všech svatých (Černiv)
Kaple Všech svatých v Černivě je drobná sakrální stavba stojící na návsi obce.

## Popis
Jedná se o novodobou obdélnou stavbu. Kaple má hranolovou věž v průčelí a polokruhový závěr. V průčelí je pravoúhlý vstup. Věž s cibulovou bání je členěná pilastry. V horní části má věž polokruhová okna. Polokruhová okna jsou i v bočních stěnách. Uvnitř je kaple uzavřená nikou. Strop je plochý. V kapli se nachází přemalovaný barokní obraz Všech svatých.